# Dolgoe
Dolgoe (in russo Долгое?) è un insediamento di tipo urbano della Russia europea sudoccidentale, situato nell'oblast' di Orël; è il centro amministrativo del rajon Dolžanskij.
Si trova 170 km a sud-est di Orël; la città più vicina è Livny, 50 km a nord.